# Once (album av Nightwish)
Once är det femte musikalbumet av Symphonic power metal-gruppen Nightwish, utgivet 7 juni 2004. Spinefarm Records släppte också en platinumskiva den 24 november. Den innehåller två bonuslåtar samt musikvideon "Nemo" av Antti Jokinen. Den amerikanska versionen av "Once" innehåller en musikvideo av "Wish I Had an Angel" i stället.
Under sin första vecka på marknaden hamnade "Once" etta på säljlistorna i Tyskland, Finland, Norge och Grekland. Bara i Tyskland såldes över 80.000 exemplar. Den första singeln från albumet som släpptes i maj var "Nemo", följd av "Wish I Had an Angel" i september, "Kuolema Tekee Taiteilijan" (bara i Finland) i november och "The Siren" i juli 2005.
Nightwish lade till en massa nya element i sin musik till detta album utan att förlora sitt utmärkande sound. En av de viktigaste tilläggen är symfoniorkestern the Academy of St. Martin in the Fields. Sången "Ghost Love Score" är ett ypperligt exemplar på orkesterns och Nightwishs samarbete, som namnet syftar på.
"Once" är gruppens sista album där Tarja Turunen medverkar.

## Låtar på albumet
1. ”Dark Chest of Wonders”
2. ”Wish I Had An Angel”
3. ”Nemo”
4. ”Planet Hell”
5. ”Creek Mary's Blood”
6. ”The Siren”
7. ”Dead Gardens”
8. ”Romanticide”
9. ”Ghost Love Score”
10. ”Kuolema Tekee Taiteilijan”
11. ”Higer Than Hope”
12. ”White Night Fantasy” (på platinumutgåvan)
13. ”Live To Tell The Tale” (på platinumutgåvan)

## Singlar
- Nemo
- Wish I Had An Angel
- Kuolema Tekee Taiteilijan
- The Siren